# バージニア2 (装甲艦)
CSS バージニア2 （CSS Virginia II）は南北戦争中のアメリカ連合国海軍（南部海軍）の衝角装甲艦で、1862年にバージニア州リッチモンドのウィリアム・グレイブス（ William A. Graves）の造船所で起工された。グレイブスは南部海軍の臨時造船官であり、バージニア2最高責任者として建造の責任を負った。不足していた装甲板を節約するため、グレイブスはジョン・ポーター（John L. Porter）の当初の設計より、砲郭部を短縮することを命じた。加えて、砲郭全面の装甲厚は6インチとされたが、後部および左右舷側の装甲厚は5インチに減らされた。砲郭長が短縮されたため、艦載砲も11インチブルック滑腔砲1門、8インチブルック施条砲1門、6.4インチブルック施条砲2門に減らされた。
バージニア2は南軍の有名な装甲艦である先代バージニアの名前を引き継いだものである。先代バージニアはハンプトン・ローズ海戦で成功を収めたが、これが南部に主として女性が主導する「砲艦協会」の設立を促した。彼らの努力がバージニア2の建造を助けることとなった。

## 建造
「淑女支援・防衛協会」のリッチモンド支部がバージニア2の建造費用を支援した。協会の会長はマリア・ガイツキル・クロプトンで、1862年4月にリッチモンド防衛用の装甲艦建造の支援を行うことを可決している。バージニア2の建造費用の内、$30,000以上が協会からの寄付によるものであった。このような期待の下での新装甲艦の起工であったが、工事は大きな遅れにさらされることとなった。起工後1年以上経過した1863年6月29日、バージニア2はようやく進水した。「バージニア2は多くの観衆の歓声の中、「生き物であるかのように」水上に滑り降りた」。しかしながら、さらなる艤装の遅れがあり、就役したのは1年近くたった1864年5月18日であった。バージニア2はそれまでのCSS リッチモンドに代わって、ジェームズ川艦隊の旗艦となった。

## 艦歴

### 1864年中の活動
1864年6月21日、バージニア2はジョン・ミッチェル代将を司令官を勤めるジェームズ川艦隊の旗艦として、トレント・リーチでの北軍艦隊との戦闘に出撃した。しかしながら、側にいたリッチモンドから外れたチェーンがバージニア2のスクリューに絡まり、それ以降の戦闘には参加できなかった。
8月13日には、ダッチ・ギャップの北軍艦隊攻撃に加わった。USS モーガスとその艦載砲艦が攻撃をかけてきた。砲の操作が上手くいかなかったが、バージニア2に2発の命中弾を与えている。8月17日にはシグナル・ヒルの奪取作戦に参加し、北軍防衛部隊に対し午後3時から午後9時まで砲撃を加えた。
9月29日から9月30日のチャフィン農園の戦いで、ニューマーケット高地とハリソン要塞（Fort Harrison）が北軍に奪われた。9月30日から10月1日にかけて、バージニア2および艦隊の残存艦艇は、陸軍と協力してハリソン要塞の再奪取を試みたが失敗した。これはジェームズ川北部においてはコールドハーバーの戦い以降の最大の戦闘であった。バージニア2はドックに入って新しい大砲を搭載している最中であったため、急いでドックを出たものの、戦闘への参加は遅れた。補給艦ガレーゴがバージニア2のアンカーチェーンに絡まり、ガレーゴは沈没している。
艦隊がジェームズ川を通常哨戒中の10月22日早朝、驚くべきことに北軍がコックスヒルの要塞化を完了していることが発見された。南軍の木造艦艇の撤退を助けるため、バージニア2は装甲艦2隻を伴って砲台に接近し、上流のチャフィンズ・ブラフ（Chaffin's Bluff）までの撤退を成功させた。この間にバージニア2の煙突が敵弾で穴だらけになっている。遭遇線ではなったが、この小さな戦闘は装甲艦の砲郭が近接砲撃に対して有効であることを証明した。バージニア2の場合、100ポンド円錐型徹甲弾が7発命中しているが、装甲板は僅かに傷ついた程度であった。
12月7日、装甲艦フレデリックスバーグとリッチモンドを伴って、バージニア2はトレント・リーチ近くのブラディ要塞へ向けて出航した。日没前後から艦隊と要塞の間に砲撃戦が行われ、完全に暗くなるまでそれは続いた。

### トレント・リーチの戦い
バージニア2の最後の戦いは、1865年1月23日から24日にかけてのトレント・リーチの戦い（Battle of Trent's Reach）であった。バージニア2、リッチモンドおよびフレデリックスバーグの3隻の装甲艦、5隻の小型木造艦から構成される南軍ジェームズ川艦隊は、北軍によるトレント・リーチの封鎖を破るため、2度目の試みを実施したが失敗した。信頼すべき情報によると、雪解けの増水による流路ができていた。衝突の危険を避けるため、砲艦と補給艦は装甲艦の右舷側に固定されていた。バージニア2は砲艦CSS ナンズモンドとCSS トーピドーを固定し、外装水雷艇CSS スコーピオンを曳航していた。午後8時過ぎにブレイディ要塞の北軍の砲台を通過した後、バージニア2はトーピドーに乗り上げてしまった。ナンズモンドの艦長はバージニア2から艦を切り離し、トーピドーの行動の自由を取り戻そうとした。艦隊はそのまま航行し、トレント・リーチの阻害物に到着した。
ここでまたバージニア2はトラブルが生じた。今回は座礁であった。小型艦が3時間にわたってバージニア2を離礁させようとした。2隻のみがバージニアを助けることができた。残りの艦艇は座礁するかあるいは座礁した艦を助ける必要があった。夜明けになって、艦隊のほぼ全艦艇が要塞から視認されると、川の水位が上がって動けるようになるまでパーソンズ砲台からの砲撃に苦しむこととなった。バージニアが離礁可能な水位になった直後に、北軍艦隊が到着し、さらに砲撃を加えてきた。この砲撃はバージニア2にとってはるかに危険であった。砲塔2基を備えるモニター艦であるUSS オノンダーガ（USS Onondaga）の砲弾はバージニア2の装甲を貫通することが可能であった。バージニア2および残りの艦隊は、北軍のダンツラー砲台の援護が得られる場所まで、川上に向かって撤退した。艦隊は夜になって再び封鎖を突破しようとしたが、北軍の兵士が大きな照明を設置して阻害物を照らしていた。このことと他の幾つかの要因のため、封鎖突破は諦めざるを得なかった。撤退にあたって、ハンプトンのスクリューがバージニア2のアンカーチェーンに絡まった。両艦は川上のブレイディ要塞からの激しい砲撃にさらされ、バージニア2は再び座礁したが、どうにかチャフィンズ・ブラフに撤退することが出来た。バージニアの損害は、戦死が少なくとも6名、戦傷がも名以上であった。また艦そのものも大きな損害を受け、大規模な修理が必要であった.。煙突は破壊され、エンジンは不調になり、装甲板およびそれを支える木製の基部も損傷していた。

### 自沈
北軍の進撃は急であり、南軍はリッチモンドを放棄した。4月3日、ラファエル・セメス提督（Raphael Semmes）によりジェームズ川艦隊の艦艇に対して鹵獲を避けるための自沈が命令されたが、これはバージニア2の修理が完了した直後のことであった。
戦争の終了後、着底していたバージニア2は引き揚げられた。

## 参考資料
- この記事はアメリカ合衆国政府の著作物であるDictionary of American Naval Fighting Shipsに由来する文章を含んでいます。
- Chesneau, Roger; Kolesnik, Eugene M., eds (1979). Conway's All the World's Fighting Ships 1860–1905. Greenwich, UK: Conway Maritime Press. ISBN 0-8317-0302-4
- Coski, John M. (1996). Capital Navy: The Men, Ships and Operations of the James River Squadron. Campbell, CA: Savas Woodbury Publishers. ISBN 1-882810-03-1
- Olmstead, Edwin; Stark, Wayne E.; Tucker, Spencer C. (1997). The Big Guns: Civil War Siege, Seacoast, and Naval Cannon. Alexandria Bay, New York: Museum Restoration Service. ISBN 0-88855-012-X
- Scharf, J. Thomas (1996). History of the Confederate States Navy: From the Organization to the Surrender of Its Last Vessel. New York, NY: Gramercy Books. ISBN 0-517-18336-6
- Silverstone, Paul H. (2006). Civil War Navies 1855–1883. The U.S. Navy Warship Series. New York: Routledge. ISBN 0-415-97870-X
- Still, William N., Jr. (1985). Iron Afloat: The Story of the Confederate Armorclads (Reprint of the 1971 ed.). Columbia, South Carolina: University of South Carolina Press. ISBN 0-87249-454-3